# Ludwig Schuch
Ludwig Schuch (* 23. Oktober 1885 in Frankfurt am Main; † 26. August 1939 in Berlin) war ein deutscher Varietédirektor.

## Leben und Wirken
Nach der Ausbildung als Feinmechaniker wandte er sich schon frühzeitig der Filmtechnik zu und stellte sich der entstehenden Filmindustrie zur Verfügung. Als Einundzwanzigjähriger wurde er technischer Leiter der Allgemeinen Kinematographischen Gesellschaft, aus der später die UFA hervorging. Als solcher war er zuständig für die technische Einrichtung der ersten großen Filmtheater in Berlin. Im Ersten Weltkrieg war er als Flieger eingesetzt. 1920 wurde er neben Jules Marx Mitbegründer und Geschäftsführer des Weltstadtvarietés Scala. Nach Auseinandersetzungen kam es im Mai 1927 aber zu seiner Ablösung durch die Scala-Palast-GmbH. 1928 wurde er von der Hotelbetriebs-Aktiengesellschaft eingesetzt, um die Neugestaltung des Wintergarten-Varietés zum damals größten und modernsten Theater Europas (mit fast 3000 Plätzen) abzuschließen und die Wiedereröffnung mitzugestalten. Zugleich trat er neben Wilhelm Schmidt in die Direktion des Varietés ein und übernahm nach dessen Tod die alleinige Leitung. Anknüpfend an die Tradition der ältesten Varietébühne Berlins verstand es Schuch, dem Wintergarten seinen Namen als führendes, klassisches Varieté mittels neuer, lebendiger Ideen und Pläne zu sichern. Mit seinen Artisten unterhielt er ein vertrauensvolles Verhältnis, was ihm den Namen "Vater der Artisten" einbrachte. Ab 1931 führte er auch noch den Gloria-Palast in Leipzig.
Ein Porträt von Ludwig Schuch sowie die Maxime seines persönlichen Wollens und Handels sind in der Festschrift „50 Jahre Wintergarten 1888 -1938“ veröffentlicht worden: "Allen gerecht zu werden,
Höchstleistungen der Artistik
aus aller Welt zu suchen und
in konzentrierter Form zu zeigen,
den Betrieb zu steigern,
das ist mein Bestreben. -
Der Erfolg gibt mir recht!"
Die eigenhändige Unterschrift „L. Schuch“ im Faksimile-Druck schließt seine Lebensregel ab.

## Familie

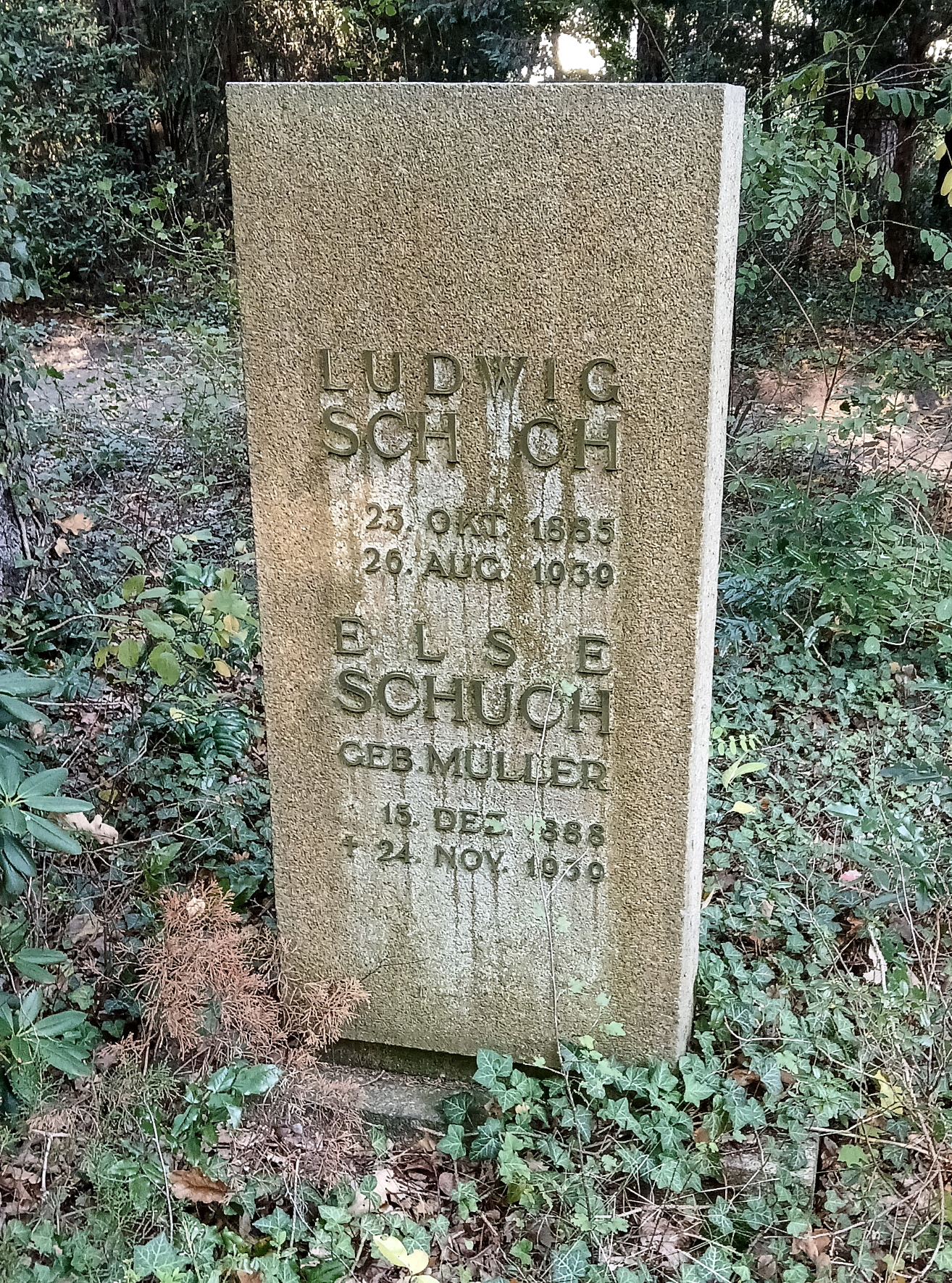
Grab auf dem Südwestkirchhof Stahnsdorf

Er war verheiratet mit Else Müller (* 15. Dezember 1888; † 24. November 1939). Aus der Ehe gingen zwei Töchter hervor. Die letzte Ruhestätte des Ehepaares befindet sich auf dem Südwestkirchhof Stahnsdorf. Else Müller hatte noch einen Sohn, Karl Erich Mendel, geb. 28. Juni 1915 in Berlin, aus erster Ehe mit Karl Mendel. Seine Schwester Edith ist eine der erwähnten Töchter. Nur Eva Schuch war die leibliche Tochter von Else Müller und Ludwig Schuch.